# 스쿠나비코나
스쿠나비코나(일본어: スクナビコナ)는 신토에서 온천, 농업, 치유, 마술, 양조주, 지식을 관장하는 카미이다. 그의 이름은 "명성의 작은 영주"라는 의미이다. 그는 종종 난쟁이로 묘사되며 오오쿠니누시와 자주 짝을 이룬다.